# Genlisea subglabra
Genlisea subglabra ist eine fleischfressende Pflanzenart aus der Gattung der Reusenfallen in der Familie der Wasserschlauchgewächse (Lentibulariaceae). Sie ist in Zentralafrika heimisch.
Nach Fleischmann 2012 ist Genlisea taylorii Eb.Fisch., Porembski & Barthlott ein Synonym von Genlisea subglabra Stapf.

## Beschreibung
Genlisea subglabra ist eine ausdauernde, krautige Pflanze. Die kahlen, spatelförmigen und am Ende stumpfen Laubblätter stehen in einer dichten bodenständigen Rosette, sind 1 bis 5 Zentimeter lang und 8 bis 9 Millimeter breit. Die zahlreichen Fallen erreichen eine Länge von bis zu 10 Zentimeter.
Die aufrechte, einfach bis schwach verzweigte Blütenstandsachse ist 10 bis 30 (selten bis 70) Zentimeter hoch, im Querschnitt zylindrisch, im oberen Teil kahl, im unteren Teil schwach bis dicht mit nichtdrüsigen, in Reihen stehenden Borsten besetzt, ebenso finden sich einige wenige Schuppenblätter, die den Tragblättern gleichen. Diese sind eiförmig-lanzettlich bis linealisch-lanzettlich, spitz zulaufend und erreichen eine Länge von 2 bis 4 Millimeter, die Vorblätter sind lanzettlich und kürzer. 
Am Blütenstand stehen selten nur eine, meist drei bis zehn, selten bis zu fünfzehn Blüten an aufrechten, 5 bis 15 (20) Millimeter langen, während Blüte und Frucht weiterwachsenden und kahlen bis borstigen Blütenstielen.
Der Kelch ist fünflappig und bis annähernd zum Ansatz geteilt, die einzelnen Lappen sind annähernd gleichgeformt, eiförmig-lanzettlich bis lanzettlich, spitz zulaufend und 2 bis 4 Millimeter lang und entweder kahl oder bedeckt mit kurzen Drüsenhaaren sowie nichtdrüsigen Borsten. Die Krone ist 10 bis 15 Millimeter lang, ihre Färbung ist variabel, das Farbspektrum reicht von Blau über Lila und Violett bis hin zu Pink, der Sporn jedoch fällt grünlich bis gelblich aus. Die bis zu 5 Millimeter lange und 4 Millimeter breite Oberlippe ist länglich-rund eiförmig, ist am äußeren Teil mit nichtdrüsigen Borsten besetzt und verjüngt sich zum oberen, gestutzten Ende hin. Die deutlich dreigelappte Unterlippe ist bis zu 9 Millimeter lang und 10 Millimeter breit. Der länglich-runde, stumpfe Sporn ist bis zu 9 Millimeter lang und mit nichtdrüsigen Borsten sowie mit kurzen Drüsenhaaren besetzt. 
Die sichelförmigen Staubblätter sind rund einen Millimeter lang, der Fruchtknoten kahl oder nur schwach mit nichtdrüsigen Borsten besetzt. Der Griffel ist kurz, die Narbe einlappig und halbkreisförmig. Die runde, kahle Kapselfrucht öffnet sich entlang länglicher Schlitze und hat einen Durchmesser von 3 bis 4 Millimeter und gibt zahlreiche, weniger als 1 Millimeter lange, eiförmige bis annähernd runde Samen frei.

## Verbreitung und Standort
Genlisea subglabra ist einheimisch in Burundi, Tansania, Sambia, Malawi und der Demokratischen Republik Kongo auf Eisenkrustenböden und in Sümpfen, dort vergesellschaftet mit Cyperus-Arten und Lobelia mildbraedii.

## Systematik und Botanische Geschichte
Die Erstbeschreibung erfolgte 1906 durch Stapf anhand von 1896 in Sambia gesammeltem Material. Als diagnostisches Merkmal dienen die dichte, nichtdrüsige Behaarung des Kelches sowie die dichte drüsige Behaarung des Fruchtknotens. Wie alle afrikanischen Arten gehört Genlisea subglabra innerhalb der Gattung in die Sektion Genlisea. 
Peter Taylor stufte sie in seinen floristischen Bearbeitungen der afrikanischen Wasserschlauchgewächse der 1970er als Unterart von Genlisea hispidula ein, dieser Ansicht wird heute jedoch nicht mehr gefolgt.